# Галоперидол
Галоперидол — синтетичний антипсихотичний препарат першого покоління (типовий нейролептик), що є похідним бутирофенону, для перорального та парентерального застосування. Галоперидол синтезований командою Пауля Янссена з бельгійської фармацевтичної компанії «Janssen Pharmaceutica» у 1958 році, під час пошуків нового наркотичного анальгетику, та за рік був допущений до клінічних досліджень у Бельгії. При випробуваннях на психіатричних пацієнтах, для лікування психомоторного збудження, виявилося що він справляв антипсихотичний вплив у дозах, набагато нижчих, ніж хлорпромазин.

## Фармакологічні властивості
Механізм дії препарату полягає у специфічній блокаді D2—дофамінергічних рецепторів, особливо в мезокортикальних та лімбічних структурах головного мозку, що перериває дофамінергічну передачу та призводить до полегшення галюцинаторних симптомів і марення, також блокує α-адренорецептори. Препарат діє в основному на D2-рецептори, але також має деякий вплив на 5-HT2 і α1-рецептори, з незначним впливом на дофамінові D1-рецептори. Крім того, препарат також блокує α-адренергічні рецептори вегетативної системи. Галоперидол не має антигістамінної та антихолінергічної дії. Протиблювотну дію препарату надає активність у хеморецептивній тригерній зоні (ХТЗ) головного мозку.

### Фармакодинаміка
Галоперидол відносно повільно всмоктується у тонкій кишці при пероральному прийомі, максимальна концентрація в крові досягається протягом 2—6 годин. Після внутрішньом'язового введення галоперидол повністю всмоктується і максимальна концентрація галоперидолу в плазмі досягається протягом 20−40 хвилин. При внутрішньом’язовій ін’єкції пролонгованої парентеральної форми, галоперидол повільно гідролізується, перетворючись у вільний галоперидол, який повільно і постійно вивільняється з депо, концентрація галоперидолу у плазмі крові збільшується поступово, досягаючи максимуму, як правило, через 3 − 9 днів після ін’єкції,
при регулярному щомісячному введенні стадія насичення у плазмі крові досягається через 2−4 місяці.
При пероральному прийомі біодоступність галоперидоду становить близько 60 %, при парентеральному застосуванні — до 100 %. Препарат добре зв'язується із білками плазми крові. Препарат створює високі концентрації у більшості тканин та рідин організму. Галоперидол добре проникає через гематоенцефалічний бар'єр. Галоперидол проникає через плацентарний бар'єр та виділяється в грудне молоко. Метаболізується препарат у печінці. Виділяється галоперидол із організму переважно із жовчю та частково з сечею у вигляді метаболітів. Період напіввиведення препарату при пероральному прийомі становить в середньому 21 годину, при парентеральному застосуванні водного розчину становить 17—25 год. при внутрішньом'язовому застосуванні тв 10—19 годин при внутрішньовенному застосуванні, при застосуванні галоперидолу деканоату становить 3 тижні. При порушеннях функції печінки період напіввиведення препарату може збільшуватися.

## Показання до застосування
Галоперидол застосовують для купірування симптомів гострих психотичних розладів, включаючи галюцинації, чутність голосів, агресію/ворожість, та маячні ідеї, дезорганізовані розлади мови та психомоторне збудження. Однак використання цього препарату обмежується великими ризиками розвитку рухових розладів, спричинених блокадою дофаміну, таких як медикаментозний паркінсонізм , акатизія , дистонія , пізня дискінезія , а також іншими побічними ефектами. Тривалий прийом галоперидолу призводить до збільшення виділення пролактину (що спричиняє медикаментозну галакторею) та зниження секреції гонадотропних гормонів, також спричиняє збільшення ваги. Препарат частіше, ніж пімозид, спричиняє екстрапірамідні побічні ефекти та сонливість, але рідше викликає побічні ефекти з боку серцево-судинної системи.
Галоперидол призначають при:
- Маніфестація психотичних розладів
- Тики та вербальні вокалізації при синдромі Туретта
- Друга лінія вибору при окремих поведінкових розладах у дітей з агресивним, експлозивним гіперактивним розладом
- Друга лінія вибору при короткотривалому лікуванні гіперактивності у дітей
- Лікування пацієнтів з шизофренією, що потребують пролонгованої парентеральної антипсихотичної терапії
- Біполярний ролад
- Поведінкові розлади при деменції
- Делірій (разом з бензодіазепінами)

## Побічна дія
При застосуванні галоперидолу основними побічними ефектами є:
- З боку нервової системи — паркінсоноподібні симптоми (так звані ексрапірамідні розлади[8] — через високу ступінь спорідненості між препаратом і рецептором дофаміну D2): ригідність м’язів, утруднення рухів та тремор, дистонія, пізня дистонія[ru], дискінезія (спазми ковтання та глотки, спазми очей, незграбна мова, дистонічні рухи), пізні дискінезії[ru][1] — складаються з мимовільних ритмічних рухів язика, обличчя, рота або щелепи (кривляння, чмокання, випинання язика, рухи губ або швидке моргання, жування), іноді також кінцівок (вони вважаються незворотними), акатизія,[1] пізня акатизія, неспокій, сонливість, сплутаність свідомості, паркінсонізм,[1] індукована метаболітами нейротоксичність сприяє екстрапірамідним побічним ефектам[8], психотичні розлади, депресія[9], запаморочення, моторні побічні реакції, транзиторна седація, зміни поведінки, млявість, сонливість або безсоння, великі епілептичні напади, гіперкінезія, акінето-ригідний синдром, окулогірні кризи, брадикінезія, гіпокінезія, маскоподібне обличчя, ністагм, загострення глаукоми, летаргія (нечасто).[1]
- З боку серцево-судинної системи — тахікардія (включаючи фібриляцію шлуночків, шлункову тахікардію), ортостатична гіпотензія, аритмії (зокрема шлуночкову аритмію типу «пірует»), лабільність артеріального тиску, гіпотензія, парадоксальна гіпотензія після введення адреналіну; у поодиноких випадках тромбоз глибоких вен, тромбоемболія легеневої артерії, подовження інтервалу QT на ЕКГ(нечасто), раптова зупинка серця (частіше у пацієнтів, яким вводили препарат внутрішньовенно). Також повідомлялось про випадки раптової смерті у хворих, що приймали галоперидол. Зазначені розлади частіше спостерігаються у хворих з серцево-судинним ризиком.
- З боку системи кровотворення — транзиторна лейкопенія (нечасто) або лейкоцитоз, нейтропенія, тромбоцитопенія, лімфоцитоз, лімфомоноцитоз.
- З боку печінки — підвищення активності печінкових трансаміназ, жовтяниця.
- З боку травної системи — нудота (нечасто), сухість у роті або гіперсалівація, запори, втрата апетиту, похудіння або збільшення маси тіла; у окремих випадках обтураційна жовтяниця, печінкова недостатність, анорексія, диспепсія, діарея, іноді гіперсалівація.
- З боку ендокринної системи — гіперпролактинемія, гінекомастія, галакторея, болючість та нагрубання молочних залоз, патологічна секреція молока, оліго- або аменорея, дисменорея, пріапізм, фригідність, порушення потенції, імпотенція.
- З боку дихальної системи — задишка, бронхоспазм, ларингоспазм, набряк гортані.
- З боку опорно-рухового апарату та нейровегетативні розлади — кривошия (нечасто), тризм, посмикування м'язів, судоми м'язів, порушення рівноваги, порушення ходи.
- Дерматологічні реакції — алергічні реакції, кропив'янка, анафілактичні реакції, гіперфункція сальних залоз, токсикодермія, фотосенсибілізація, фотодерматоз, набряк обличчя, синдром Лаєлла, лейкоцитокластичний васкуліт, гіпергідроз.
- Зміни в лабораторних аналізах — зниження концентрації антидіуретичного гормону, підвищення рівня активності амінотрансфераз в крові.
- Інші — затримка сечовиділення, помутніння зору, підвищена стомлюваність, знижене відчуття спраги, сухість у роті, порушення регуляції температури тіла, діафорез, слиновиділення, печія, алопеція, гіпонатріємія, гіпер - або анемія, гіпоглікемія.

Низка лікарів та науковців стверджують, що всі похідні бутирофенону, зокрема галоперидол, руйнують нейрони (сіру речовину мозку).

Абсолютно шокуючі цифри британської роботи 2008 року, опублікованої в медичному журналі №1 в світі, а саме, в «Ланцеті». Вчені досліджували ефективність типового галоперидолу і атипового рисперидону в купіруванні агресії і зухвалої поведінки у пацієнтів з розумовою розумовою відсталістю. 86 учасників дослідження розділили на три групи. Протягом 4 тижнів кожна з груп отримувала відповідно рисперидон, галоперидол або плацебо. До кінця періоду в групі галоперидолу спостерігалося зниження симптомів на 65%, в групі рисперидону – на 58%, в групі плацебо – на 79%! Несправжні ліки виявилися ефективнішими як типового, так і атипового антипсихотиків, при чому, не викликаючи – ясна річ – негативних побічних явищ. 
|  | Антипсихотики не повинні більше вважатися прийнятною терапією для лікування агресивної і зухвалої поведінки у людей з розумовою відсталістю |

 – такий висновок британських вчених.
За даними деяких дослідників та клінік, котрі
спеціалізуються на лікуванні залежностей і психічних розладів, тривале вживання галоперидолу може призвести до психічної залежності та фізичних симптомів відміни.

### Побічні реакції загрозливі для життя
- Злоякісний нейролептичний синдром (ЗНС)[1] (нечасто) — потенційно смертельна група симптомів характеризується високою температурою, генералізованою ригідністю м'язів, акінезією, підвищенням рівня креатинфосфокінази (КФК) у плазмі крові, нейровегетативними розладами (порушення пульсу та артеріального тиску, пітливість, тахікардія, аритмія, вегетативна лабільність), порушенням свідомості хворого, яке може прогресувати до коми, сонливістю, причому підвищення температури тіла є однією з перших ознак ЗНС, при появі характерних симптомів потрібно перервати терапію галоперидолом і перейти на атиповий антипсихотик.[19]
- Жовтушність, агранулоцитоз, лейкопенія (нечасто).[1]
- енцефалопатичний синдром[1]
- Підвищений ризик інсультів у пацієнтів похилого віку з психозами асоційованими з деменцією[1]
- Судомні напади (нечасто).[1]

При неминущих побічних реакціях рекомендується перейти на інший антипсихотик.
Як зазначалося раніше, галоперидол з більшою спорідненістю зв’язується з рецептором дофаміну, збільшуючи ризик екстрапірамідних симптомів, тому його слід застосовувати лише за крайньої необхідності.
МРТ дозволяє конкретно візуалізувати незворотні зміни в мозку внаслідок прийому галоперидолу.
Через ризик виникнення небажаних, а іноді й постійних екстрапірамідних симптомів, були розроблені нові антипсихотичні препарати.

## Протипоказання
Галоперидол протипоказаний за підвищеної чутливості до препарату, за важкого пригнічення нервової системи (токсичного— як алкогольного, так і медикаментозного) та в коматозному стані; паркінсонізмі; декомпенсованій серцевій недостатності; нещодавно перенесеному гострому інфаркті міокарду; при аритміях, які лікуються антиаритмічними лікарськими засобами ІА та ІІІ класу); подовженні інтервалу QT; шлуночковій аритмії в анамнезі або шлуночковій аритмії типу «пірует»; клінічно значущій брадикардії; блокада серця ІІ або ІІІ ступеня та неконтрольованій гіпокаліємії; при одночасному прийомі препаратів, які подовжують інтервал QT.

## Форми випуску
- Таблетки з дозуванням 1,5, 5 та 10 мг.
- Розчин для ін'єкцій з дозуванням 5 мг/мл.
- Розчин для ін'єкцій з дозуванням 50 мг/мл,  1 мл розчину містить галоперидолу 50 мг (у вигляді галоперидолу деканоату 70,52 мг).

Галоперидолу деканоат − це складний ефір галоперидолу і деканової кислоти, розчинений  в суміші олії + 15мг/мл бензилового спирту.